# كاميرون فلمنج
كاميرون فلمنج (بالإنجليزية: Cameron Fleming)‏ هو لاعب كرة قدم أمريكية أمريكي، ولد في 3 سبتمبر 1992 في فورت هود في الولايات المتحدة.

## وصلات خارجية
- كاميرون فلمنج على موقع مرجع كرة القدم المحترفة.كوم (الإنجليزية)